# Ceratinopsis setoensis
Ceratinopsis setoensis är en spindelart som först beskrevs av Ryoji Oi 1960.  Ceratinopsis setoensis ingår i släktet Ceratinopsis och familjen täckvävarspindlar. Inga underarter finns listade i Catalogue of Life.